# Eucithara amabilis
Eucithara amabilis is een slakkensoort uit de familie van de Mangeliidae. De wetenschappelijke naam van de soort is voor het eerst geldig gepubliceerd in 1874 door Nevill & Nevill.